# Vontade (álbum)
Vontade é o álbum de estreia da carreira solo do músico Paulinho Moska.
O álbum foi lançado sob o selo EMI-Odeon, em 1993.

## Faixas
| #  | Faixa                           | Composição                     |
| -- | ------------------------------- | ------------------------------ |
| 1  | Me leve                         | Luiz Guilherme, Paulinho Moska |
| 2  | Vontade                         | Paulinho Moska                 |
| 3  | Leais inimigos                  | Billy Brandão, Paulinho Moska  |
| 4  | Não diga que eu não te dei nada | Paulinho Moska                 |
| 5  | Vamos acordar os mortos         | Paulinho Moska                 |
| 6  | Nada vai mudar isso             | Paulinho Moska                 |
| 7  | Cura da loucura                 | Luiz Guilherme, Paulinho Moska |
| 8  | Resto do mundo                  | Paulinho Moska                 |
| 9  | Tudo e nada                     | Paulinho Moska                 |
| 10 | Será que sou eu?                | Paulinho Moska                 |
| 11 | Dinossauros                     | Paulinho Moska                 |
| 12 | Trampolim                       | Paulinho Moska                 |